# Polso
Nell'anatomia umana, il polso è la regione stretta e flessibile dell'arto superiore che si trova tra la mano e l'avambraccio. Il polso è essenzialmente una fila doppia di piccole ossa corte chiamate carpo inframezzate da una specie di cerniera malleabile.
L'articolazione è rinforzata dal legamento trasversale del carpo, il legamento dorsale del carpo, il ligamentum collaterale carpi ulnare e il ligamentum collaterale carpi radiale.

## Scheletro
Il carpo forma lo scheletro del polso, e congiunge le ossa dell'avambraccio con il metacarpo. È composto da otto ossa disposte su due linee.
- Fila prossimale partendo dal lato del pollice
  - osso scafoide o navicolare
  - osso semilunare
  - osso piramidale
  - osso pisiforme
- Fila distale sempre dal lato del pollice
  - osso trapezio
  - osso trapezoide
  - osso capitato o grande osso
  - osso uncinato